# Mehmet Zafer Çağlayan

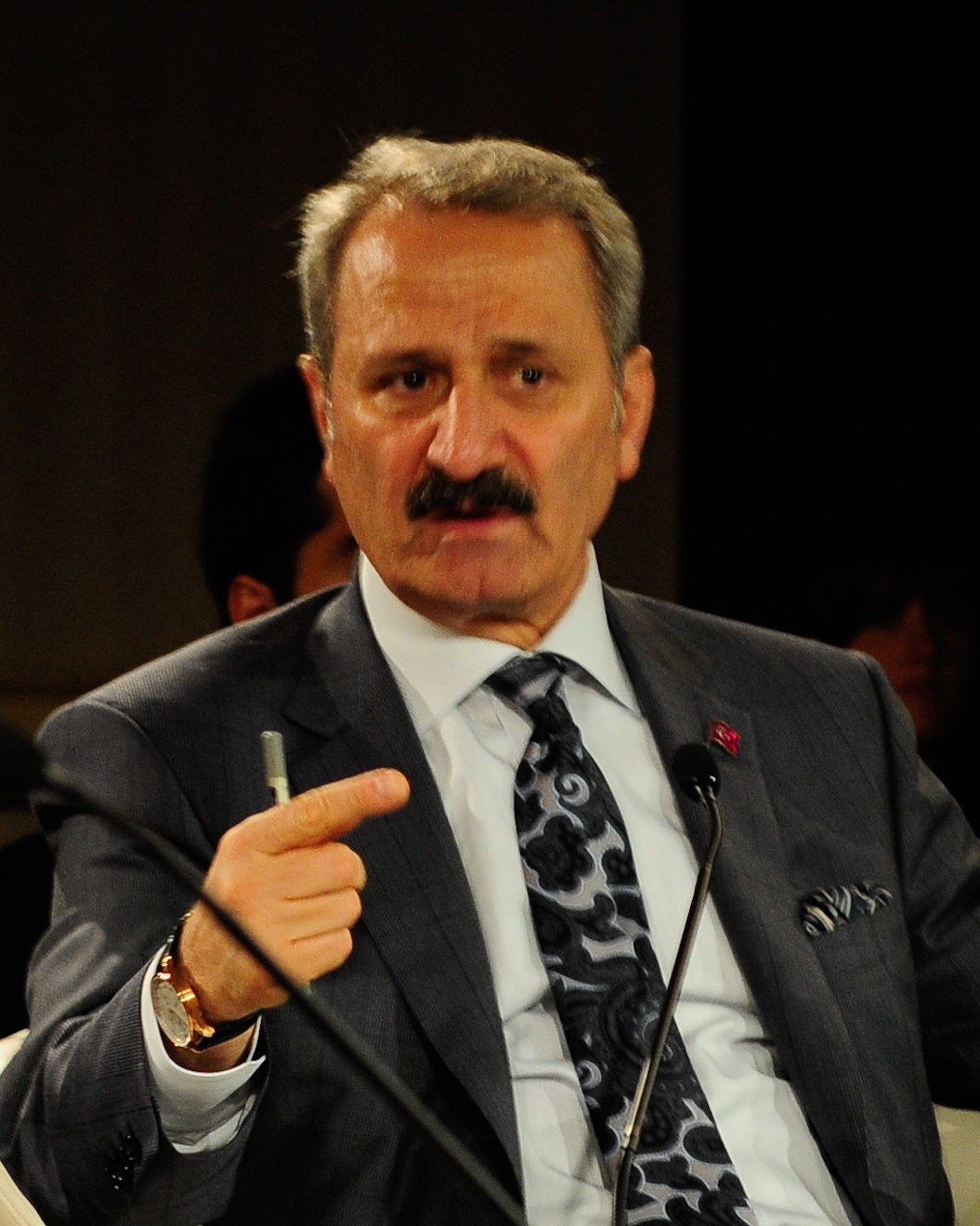
Mehmet Zafer Çağlayan

Mehmet Zafer Çağlayan (* 15. November 1957 in Muş) ist ein kurdischstämmiger türkischer Maschinenbauingenieur, Industrieller, Politiker und ehemaliger Minister im Kabinett Erdoğan III.
Er absolvierte die Fakultät für Ingenieurwesen (Bereich Maschinenbauingenieurwesen) an der Gazi-Universität in Ankara. Danach war Çağlayan als Industrieller tätig. 1987 wurde er Ratsmitglied im Verband der Industriellen in Ankara. 1989 wurde er als Mitglied in das Führungsgremium des Verbands berufen. 1991 wurde er stellvertretender Vorsitzender des Verbands und 1995 Vorsitzender. Diese Position hatte Çağlayan bis 2007 inne. Er war insgesamt dreimal stellvertretender Präsident der Kammern- und Börsenvereinigung der Türkei (TOBB). Zafer Çağlayan war Mitglied des Verwaltungsausschusses der TOBB Universität.
Çağlayan wurde am 29. August 2007 Mitglied des zweiten Kabinetts der AKP-Regierung unter Recep Tayyip Erdoğan, in dem er bis 1. Mai 2009 Industrie- und Handelsminister war und dann Staatsminister für den Außenhandel. 
Nach der Parlamentswahl 2011 wurde er Wirtschaftsminister im Kabinett Erdoğan III. Im Dezember 2013 trat er infolge des Korruptionsskandals in der Türkei 2013 zurück.  
Im Dezember 2017 bekannte sich der türkisch-iranische Goldhändler Reza Zarrab in einem Prozess vor einem US-Gericht sich für schuldig, Caglayan mit rund sieben Millionen US-Dollar bestochen zu haben. Zarrab trat als Belastungszeuge auf.  Der damalige Ministerpräsident Erdogan habe 2012 illegalen Geschäften zugestimmt; der türkische Banker Mehmet Hakan Atilla habe dem Iran illegale Geschäfte unter Verstoß gegen US-Sanktionen ermöglicht.
Çağlayan ist verheiratet und Vater zweier Kinder.